# Starbulls Rosenheim
Starbulls Rosenheim (celým názvem: Starbulls Rosenheim e. V.) je německý klub ledního hokeje, který sídlí v bavorském městě Rosenheim. Založen byl v roce 1928 pod názvem EV Rosenheim (Eissportverein). Svůj současný název nese od roku 2000. Německým mistrem se stal v letech 1982, 1985 a 1989. Poslední účast v nejvyšší soutěži je datováno k sezóně 1999/00. Od sezóny 2017/18 působí v Eishockey-Oberlize Süd, třetí německé nejvyšší soutěži ledního hokeje. Klubové barvy jsou zelená a bílá.
Své domácí zápasy odehrává v Emilo-Stadionu s kapacitou 4 750 diváků.

## Historické názvy
Zdroj: 
- 1928 – EV Rosenheim (Eissportverein Rosenheim)
- 1979 – SB DJK Rosenheim (Sportbund DJK Rosenheim)
- 1994 – Star Bulls Rosenheim (Star Bulls Rosenheim GmbH)
- 2000 – Starbulls Rosenheim (Starbulls Rosenheim e. V.)

## Získané trofeje
- Meisterschaft / Bundesliga / DEL ( 3× )
  - 1981/82, 1984/85, 1988/89

## Přehled ligové účasti
Zdroj: 
- 1951–1953: Eishockey-Oberliga (1. ligová úroveň v Německu)
- 1962–1965: Eishockey-Gruppenliga Süd (3. ligová úroveň v Německu)
- 1965–1966: Eishockey-Oberliga (2. ligová úroveň v Německu)
- 1966–1970: Eishockey-Oberliga Süd (2. ligová úroveň v Německu)
- 1970–1972: Eishockey-Oberliga (2. ligová úroveň v Německu)
- 1972–1973: Eishockey-Bundesliga (1. ligová úroveň v Německu)
- 1973–1974: 2. Eishockey-Bundesliga (2. ligová úroveň v Německu)
- 1975–1992: Eishockey-Bundesliga (1. ligová úroveň v Německu)
- 1992–1993: 2. Eishockey-Bundesliga (2. ligová úroveň v Německu)
- 1993–1994: Eishockey-Bundesliga (1. ligová úroveň v Německu)
- 1994–2000: Deutsche Eishockey Liga (1. ligová úroveň v Německu)
- 2000–2001: Eishockey-Bezirksliga Bayern (6. ligová úroveň v Německu)
- 2001–2002: Eishockey-Landesliga Bayern (5. ligová úroveň v Německu)
- 2002–2004: Eishockey-Bayernliga (4. ligová úroveň v Německu)
- 2004–2008: Eishockey-Oberliga (3. ligová úroveň v Německu)
- 2008–2009: Eishockey-Oberliga Süd (3. ligová úroveň v Německu)
- 2009–2010: Eishockey-Oberliga (3. ligová úroveň v Německu)
- 2010–2013: 2. Eishockey-Bundesliga (2. ligová úroveň v Německu)
- 2013–2017: DEL2 (2. ligová úroveň v Německu)
- 2017– : Eishockey-Oberliga Süd (3. ligová úroveň v Německu)

## Účast v mezinárodních pohárech
Zdroj: 
Legenda: SP - Spenglerův pohár, EHP - Evropský hokejový pohár, EHL - Evropská hokejová liga, SSix - Super six, IIHFSup - IIHF Superpohár, VC - Victoria Cup, HLMI - Hokejová liga mistrů IIHF, ET - European Trophy, HLM - Hokejová liga mistrů, KP – Kontinentální pohár
- EHP 1982/1983 – Finálová skupina (4. místo)
- SP 1985 – Základní skupina (5. místo)
- EHP 1985/1986 – Finálová skupina (3. místo)
- EHP 1989/1990 – Finálová skupina (4. místo)